# .tr
.tr (Turquia) é o código TLD (ccTLD) na Internet para a Turquia.